# Августин (Маркевич)
Митрополит Августи́н (світське ім'я Маркевич Ада́м Іва́нович; 7 квітня 1952, Глушковичі, Білоруська РСР) — український церковник білоруського походження, архієрей УПЦ московського патріархату з 1992 року, архієпископ Білоцерківський і Богуславський УПЦ МП. З 1999 року — голова Синодального відділу УПЦ МП по взаємодії зі Збройними силами та іншими військовими формуваннями України. З 2011 року — голова Богословсько-канонічної комісії при синоді УПЦ московського патріархату.
З 1996 по 2007 роки — голова Синодальної богословської комісії УПЦ МП. З 2009 по 2011 роки — представник УПЦ МП у Верховній Раді України. З 2009 року — член Міжсоборної присутності Російської православної церкви. Противник автокефалії ПЦУ, поширює російську пропаганду, фігурант центру Миротворець.

## Біографія
Народився 7 квітня 1952 року в селі Глушковичі Лельчицького району Гомельської області (Білорусь) в білоруській родині православного священика.. Дід по батьковій лінії загинув на фронті під час Другої світової війни
У 1955 р. його батько був направлений на пастирське служіння в Житомирську область. Після закінчення середньої школи (1969 — 10 класів) і медичного училища (1971) працював на центральній станції швидкої меддопомоги в Рівному. У 1971—1973 рр. проходив строкову службу в Збройних Силах, нині  — офіцер у відставці Збройних сил України (у званні капітана). У 1973 р. вступив у Московську духовну семінарію, яку закінчив у 1975 р. за першим розрядом і був прийнятий у Московську духовну академію, яку закінчив теж за першим розрядом у 1982 р. Кандидат богословських наук.
З 2014 по 2018 р — навчання у Білоцерківському гуманітарно-педагогічному коледжі, отримав диплом з відзнакою за спеціальністю «Соціальна педагогіка».
У 1975 році єпископом Дмитрівським Володимиром Сабоданом був висвячений у сан диякона, а 1976-го — в сан священика УПЦ МП.
Протягом 1977–1978 років був настоятелем Свято-Георгіївської церкви в селі Білилівка Ружинського району Житомирської області. З 1989 по 1990 рік ніс пастирське служіння в місті Коростені Житомирської області спочатку другим священиком, а потім настоятелем Покровської церкви. У 1990 році був призначений настоятелем новоствореної Ольгинської парафії. З 1989 року — благочинний Коростенського округу.
Рішенням синоду УПЦ МП від 16 вересня 1992 року призначений єпископом Львівським і Дрогобицьким, керівником Львівської єпархії, більша частина якої на чолі з правлячим архієреєм єпископом Андрієм приєдналася до УПЦ КП. 16 вересня 1992 року пострижений в чернецтво, зведений у сан архімандрита. 20 вересня в Трапезному храмі Києво-Печерської лаври митрополитом Київським і всієї України Володимиром, архієпископом Рівненським і Острозьким Іринеєм, єпископами Луганським і Старобільським Іоанникієм, Переяслав-Хмельницьким Антонієм та Білоцерківським Іполитом висвячений на єпископа.
Коли Августин прибув до Львова, єпархія була знята з державної реєстрації. Покровський кафедральний собор, будівля єпархіального управління та резиденції єпископа, єпархіальна казна, архів залишилися у віданні попереднього єпископа Андрія, який перейшов в УПЦ КП; разом з ним єпархію покинула більшість парафій. В регіоні панували ворожі до Московського патріархату настрої. Єпископ Августин поселився при «російській» Церкві святого Георгія, яка стала кафедральною. Єпархію було повторно зареєстровано, до неї повернулася частина кліриків. Августин кілька разів зазнавав погроз і фізичного насилля під час міжконфесійних конфліктів, зокрема, в селі Уріж і на Сихові у Львові. В єпархії було засновано кілька братств і сестринств, відкрито богословські курси.
У 1994 році єпископ Августин співслужив патріарху Єрусалимському Діодору за нічною пасхальною літургією в Храмі Гробу Господнього, який в результаті звернувся до вірних Львівської єпархії зі спеціальним посланням.
З 26 лютого 1994 року — член Синодальної богословської комісії Російської православної церкви; у 1996–2007 роках — голова Синодальної богословської комісії УПЦ МП.
В 1995—2002 рр. — Духівник Спілки православних братств України, у 1997—2001 рр. — Духівник Спілки православної молоді України УПЦ МП. В 1997—2012 рр. — відповідальний за діяльність комітету взаємодопомоги і захисту Православ'я у західних областях України (входять єпархії: Львівська, Володимир-Волинська, Волинська, Івано-Франківська, Тернопільська, Рівненська, Сарненська, Хустська, Мукачівська). З 6 грудня 1996 року — відповідальний за зв'язки УПЦ МП з Міністерством оборони, Міністерством внутрішніх справ та іншими військовими формуваннями України; з 1999 року — голова Синодального відділу УПЦ МП із взаємодії зі Збройними силами та іншими військовими формуваннями України. Перебуваючи на цій посаді, 7 разів відвідував українських миротворців у Косово, 2 рази — в Іраку. З 1999 р. — голова Опікунської ради Українського відділення міжнародного Фонду єдності православних народів. З 2001 р. — член Ради Собору слов'янських народів Білорусі, Росії і України, голова Всеукраїнської громадської організації «Путь православних». 2001—2003 рр. — голова Духовної Ради Всеукраїнського міжконфесійного релігійного християнського військового братства, з 2003 р. — член Духовної ради цього братства. 2001—2005 рр. — Голова правління Всеукраїнської християнської місії «Духовна і благодійна опіка у місцях позбавлення волі», у 2005—2009 рр. — член Правління цієї місії.
Був членом комісії з діалогу між Російською православною церквою і Католицькою церквою у 1994 році в Женеві і у 1995 році в Москві. У 1998 році очолював делегацію УПЦ МП на перемовинах з УГКЦ у Відні.
5 листопада 1998 року зведений у сан архієпископа і отримав титул «Львівський і Галицький».
У 2003 році призначений повноважним представником Предстоятеля УПЦ МП у Верховній Раді України. З 2009 по 2011 роки був повноважним представником Української православної церкви у Верховній Раді України.
З 2004 року викладає порівняльне богослов'я а Почаївській духовній семінарії. У 2007 році в Московській духовній академії захистив кандидатську дисертацію на тему «Уніатство: Богословські аспекти», на основі якої у 2010 році була видана однойменна монографія.
Рішенням Священного Синоду УПЦ від 16 липня 2006 року у селі Кострина Великоберезянського району Закарпатської області, на канонічній території Мукачівської єпархії, було засновано Покровський чоловічий монастир, підпорядкований Львівській єпархії через архієпископа Августина, якого призначено священноархімандритом монастиря. 23 грудня 2010 року Священний Синод звільнив архієпископа з цієї посади, повернувши монастир під управління Мукачівської єпархії. Таке безпрецедентне рішення було продиктоване бажанням єпархії мати свій чоловічий монастир, однак, після закладання Онуфріївського монастиря, потреба в цьому відпала.
З 1994 р. — член Синодальної Богословської (нині Біблійсько-богословської) комісії. 27 липня 2009 року признечений членом Міжсоборної присутності Російської православної церкви.
У 2009—2010 рр. — Голова Ради з питань душпастирської роботи при Міністерстві оборони України, з 2010 р. — член цієї Ради.
З 2010 р. — духівник МГО «Союз православних юристів в ім'я архістратига Божого Михаїла». Відповідає за духовну опіку православних учасників українських антарктичних експедицій.
20 серпня 2010 року під час урочистої академії в Львівській опері з нагоди річниці проголошення незалежності України разом з делегацією Римо-католицької церкви в Україні демонстративно покинув залу через незгоду зі словами голови Львівської обласної ради Мирослава Сеника, який назвав національними українськими церквами УГКЦ та УПЦ КП, а потім піддав виступ Сеника критиці. 24 листопада того ж року єдиним серед запрошених на перше засідання новообраної Львівської міської ради ієрархів не отримав слова, що назвав «тривожним сигналом».
У 1996—2007 рр. — голова Синодальної богословської комісії Української Православної Церкви, в 2007—2010 рр. — член цієї комісії, з 2010 р. — член новоствореної Богословсько-канонічної комісії при синоді УПЦ МП, з 2011 р. — голова цієї комісії.
З 14 червня 2011 р. — член Координаційної Ради голів синодальних установ при Предстоятелі УПЦ МП.
Наприкінці березня 2011 року владика вдруге відвідав Антарктиду, ставши першим єпископом, що двічі відвідував континент. Під час поїздки, на українській науковій станції «Академік Вернадський» було освячено Капличку святого рівноапостольного князя Володимира, яка стала найпівденнішою культовою спорудою у світі (Церква Святої Трійці на російській станції «Беллінсгаузен» та Капличка святого Іоана Рильського на болгарській станції «Святий Климент Охридський» розташовані північніше).
Синод УПЦ МП від 20 липня 2012 року призначив його архієпископом Білоцерківським і Богуславським, керівником Білоцерківської єпархії. На час звільнення Августина з посади керівника Львівської єпархії, в ній було повністю відроджено церковне життя, діяло 64 парафії, стараннями владики було відкрито чоловічий і жіночий монастирі.
23 листопада 2013 року возведений у сан митрополита.
За благословенням Предстоятеля Української Православної Церкви Блаженнішого митрополита Київського і всієї України Володимира був головою Оргкомітетів міжнародних ювілейних церковно-світських конференцій до 2000-річчя Різдва Христового в Почаєві і в Києві, членом Оргкомітетів міжнародних ювілейних церковно-світських конференцій в Криму і Запоріжжі, а також відповідальним за організацію і проведення різних профільних церковно-світських науково-практичних конференцій у 1996—2007 рр.
Неодноразово відвідував Святу Землю та святу Гору Афон, в тому числі, в складі офіційної делегації РПЦ в 2006 р. У 1994 р. присутній на чині сходження Благодатного вогню в Гробі Господньому і співслужив на нічній Пасхальній літургії Блаженнішому Патріарху Єрусалимському і всієї Палестини Діодору, який потім, на прохання єпископа Августина, звернувся зі спеціальним Посланням підтримки до духовенства і віруючих Львівської єпархії.
Очолював делегацію УПЦ МП на переговорах з УГКЦ в м. Відні (Австрія) в 1998 р., а також делегацію РПЦ на переговорах з Ефіопською Церквою в м. Аддіс-Абеба (Ефіопія) в 2007 р., був членом комісії з діалогу між Руською Православною Церквою і Римо-Католицькою Церквою в Женеві (Швейцарія) в 1994 р. і в Москві (Росія) в 1995 р. Брав участь в міжнародних конференціях, переговорах, нарадах, урочистих заходах, робочих зустрічах (церковних, наукових, військових, з тюремного служіння): зокрема, м. Москва, військове селище Відяєво (Мурманська область), м. Петропавловськ-Камчатський (Росія), м. Мінськ (Білорусь), м. Ясси (Румунія), м. Варшава, м. Краків (Польща), м. Багдад (Ірак), м. Таллін (Естонія), м. Вашингтон (США), м. Торонто (Канада), м. Лондон (Велика Британія), м. Штутгарт (Німеччина), м. Страсбург, м. Люрд (Франція), м. Белград, Нови Сад, Косово (Сербія), м. Тирасполь (Придністров'я), Боснія і Герцоговина, м. Софія (Болгарія), м. Афіни і о. Родос (Греція), м. Йоганнесбург, м. Кейп-Таун (Південно-Африканська Республіка), Ліберія, Уганда, ст. «Белінсгаузен», станція «Академік Вернадський» (Антарктика), м. Копенгаген (Данія), Мадрид (Іспанія), Ватикан, м. Рим, м. Мілан (Італія). Неодноразовий учасник Міжнародних загальноосвітніх Різдв'яних читань.
Очолював делегацію Синодального військового УПЦ МП відділу у складі військовослужбовців і правоохоронців в паломницьких поїздках в Болгарію, Сербію, Чорногорію, Македонію, Албанію, Румунію, Грецію, Італію, Швейцарію, Туреччину, Ізраїль, Грузію, Вірменію, Азербайджан, Австралію. Весною 2013 р. відвідав Північний полюс, де залишив срібну табличку з благословенням блаженної пам'яті Митрополита Київського і всієї України Володимира (Сабодана) усім полярникам Арктики і капсулу з землею зі Свято-Успенської Києво-Печерської Лаври. Побував також на архіпелазі Шпіцберген, на Вогненній Землі і Фолклендських островах.
Неодноразово відвідував зону бойових дій на Сході України, зокрема, також територію, що з 2014 року стала непідконтрольною центральній державній владі України.
Лауреат премії Міжнародного Фонду святого Андрія Первозванного (1996). Нагороджений церковними орденами Руської Православної Церкви: святого рівноапостольного князя Володимира II ступеня (1999), преподобного Сергія Радонезького II ступеня (2007), святителя Інокентія, митрополита Московського II ступеня (2012), преподобного Серафима Саровського III ступеня (2017);  орденами Української Православної Церкви: преподобного Нестора Літописця (1998), «Різдво Христове — 2000» 1 ст. (2000), святого апостола Іоанна Богослова II ступеня (2007) і I ступеня (2017), преподобних Антонія і Феодосія Києво-Печерських 11 ст. (2002), святого апостола Андрія Первозванного (2012); орденами Польської Православної Церкви: святої рівноапостольної Марії Магдалини II ступеня (2001) і II ступеня з оздобами (2012); орденами Білоруської Православної Церкви преподобної Єфросинії Полоцької (2002) та (2012), а також святителя Кирила Туровського І ступеня (2012); орденами Молдавської Православної Церкви: преп. Паїсія (2007), св. Стефана Великого (2012), а також державними орденами: «За заслуги» III ступеня Україна, «Дружби» РФ (2004), «Пошани» РФ (2012), Грамотою Верховної Ради України (2007), Почесною грамотою Кабінету Міністрів України (2007), Грамотою Уповноваженого з прав людини при Верховній Раді України (2007), відзнакою Кабінету Міністрів Республіки Білорусь (2012); У рамках IV Міжнародного проекту «Україна й українці — цвіт нації, гордість країни» нагороджений зіркою «Патріот України» (2013). Має велику кількість відомчих нагород силових структур і громадських організацій, в тому числі, міжнародних та іноземних.
Августин має колекції моделей літаків і кораблів, а також монет; колекціонує тарілки.

## Погляди
Попри активну діяльність в сфері діалогу з іншими християнськими церквами, є противником сучасного екуменізму, вважаючи прийнятним співпрацю Православної церкви з іншими конфесіями лише в гуманітарній сфері. В січня 1997 року, як член Синодальної богословської комісії РПЦ, разом є єпископом Верейським Євгенієм виступив за обмеження участі Російської православної церкви у Всесвітній раді церков та інших екуменічних організаціях, пропонуючи поступово перейти від статусу члена до статусу спостерігача.
17 лютого 1997 року виступив на Архієрейському соборі РПЦ із закликом накласти анафему на патріарха УПЦ-КП Філарета (Денисенка) і колишнього священика Гліба Якуніна, що Собор і зробив.
Архієпископ є помірним прихильником автокефалії УПЦ МП. В інтерв'ю газеті «Експрес» у 2000 році він з цього приводу зазначив, що ідея автокефалії дискредитувала себе «тим, що твориться навколо неї»; автокефалія мала би бути, але через її несприйняття на півдні та сході, яке може спровокувати новий розкол в разі її проголошення, зараз є не на часі, натомість це питання потребує роз'яснювальної роботи

Августин відомий активним несприйняттям унії і палкою критикою УГКЦ, чому присвячена і його кандидатська дисертація, видана згодом як книжка. На Михайлівських читаннях в Мінську в листопаді 2012 року назвав унію прямим шляхом до знищення традицій і загалом негативним явищем: 
|  | Унія, крім скорбот, сліз і проблем, нічого ніколи не створювала. Мене найбільше вражає, що греко-католики голосніше за всіх кричать, що треба Україну зробити соборною, треба об'єднатися, адже ми один народ! Я кажу, що, якщо ви так любите Україну, то покажіть приклад — задля єдності України від'єднатися від Рима, відмовтеся від Унії подібно до того, як ви закликаєте нас від'єднатися від Московського Патріархату. Але самі вони відмовитися не хочуть, а інших закликають до якоїсь віртуальної єдності.Оригінальний текст (рос.) Уния кроме скорбей, слёз и проблем, ничего никогда не создавала. Меня больше всего поражает, что грекокатолики громче всех кричат, что надо Украину сделать соборной, надо объединиться, ведь мы один народ! Я говорю, что, если вы так любите Украину, то покажите пример – ради единства Украины отсоединитесь от Рима, откажитесь от Унии, как вы призываете нас отсоединиться от Московского Патриархата. Но сами они отказаться не хотят, а других призывают к какому-то виртуальному единству. |

Коментуючи вислів митрополита Одеського Агафангела про те, що «Львів — це наша Чечня», порівняв релігійну ситуацію в регіоні з Косово кінця 1990-х.
У 2006 році у зв'язку з «вирішенням проблем канонічної Православної церкви в Україні» заявляв на засіданні Всесвітнього русского православного собору в Москві (цитується мовою оригіналу — російською): «Мы ждем шагов со стороны России — как отряд, который ждет команды броситься в бой. Я как представитель Украинской Православной Церкви убежден, что неопределенность засасывает. Наступило время действовать решительно и называть все вещи своими именами».

## Критика
Монографія Августина «Уніатство. Богословські аспекти», яка вийшла у 2010 році, була розкритиковано греко-католицькими коментаторами, як тенденційна, упереджена і «по-богословськи безпорадна».
Частій критиці за консервативність і «богословську незграбність» поглядів піддається діяльність владики на посаді голови Богословсько-канонічної комісії при Синоді РПЦвУ. 17 березня 2011 року вивчаючи з богословської точки зору положення Податкового кодексу щодо механізму обліку фізичних осіб, зокрема, ідентифікаційного номера комісія на чолі з Августином розкритикувала нововведення, що суперечило рішенню Синоду РПЦ 2001 року і викликало численні негативні відгуки. Зокрема, російський місіонер і богослов диякон Андрій Кураєв назвав це «самоліквідацією українського богослов'я» і «найдурнішим популізмом». На наступному засіданні комісії 19 травня рішення було кардинально переглянуто з врахуванням критики.

## Нагороди

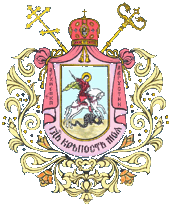
Особистий герб архієпископа

Нагороджений Орденом Дружби (Росія, 14 квітня 2003), орденом Пошани (Росія, 5 квітня 2012) і такими церковними нагородами:
- Орден преподобного Нестора Літописця (1998)
- Орден святого рівноапостольного князя Володимира II ступеня (1999)
- Ювілейний орден «Різдво Христове — 2000» I ступеня (2000)
- Орден святої рівноапостольної Марії Магдалини (Польська православна церква, 2001)
- Орден преподобних Антонія і Феодосія Печерських ІІ ступеня (2002)
- Орден преподобної Євфросинії Полоцької (Білоруський екзархат, 2002)
- Орден преподобного Сергія Радонезького ІІ ступеня (Російська православна церква, 2007)
- Орден апостола Іоанна Богослова ІІ ступеня
- Орден преподобного Паїсія Величковського ІІ ступеня (Православна церква Молдови, 2007)

У 1996 році став лауреатом премії Фонду святого Андрія Первозванного.